# V symfonia Mahlera
V symfonia cis-moll – symfonia autorstwa Gustava Mahlera. Napisana została w miesiącach letnich lat 1901 i 1902 w posiadłości Mahlera nad jeziorem Wörthersee.
Okres powstawania dzieła to czas wielkich przemian w życiu kompozytora. W tym czasie przeniósł się on do swojego domku letniskowego w austriackiej Karyntii. Jako dyrektor Wiedeńskiej Opery Państwowej oraz naczelny dyrygent Wiener Philharmoniker, nie musiał się przejmować sprawami finansowymi. Wymagająca austriacka publiczność powoli zaczynała doceniać jego dzieła. Problem braku miłości jego życia rozwiązał się, gdy spotkał on Almę Schindler, swoją późniejszą żonę. Z drugiej strony, kompozytora od lutego 1901 roku nękać zaczęły problemy zdrowotne. Z tych właśnie względów V Symfonia jest początkiem nowego, „środkowego”, bardziej nostalgicznego okresu w twórczości Mahlera. 
Prawykonanie symfonii miało miejsce 18 października 1904 w Kolonii, Mahler osobiście poprowadził koncert.

## Budowa
Na utwór składa się pięć części: 
- I Trauermarsch (Marsz Żałobny) (cis-moll)
- II Stürmisch bewegt, mit größter Vehemenz (Burzliwie, z największą pasją) (a-moll)
- III Scherzo (D-dur)
- IV Adagietto (F-dur)
- V Rondo-Finale (D-dur)

Wykonanie utworu zajmuje około 70 minut.

### Adagietto
Czwarta część symfonii jest bez wątpienia najsłynniejszą częścią utworu napisanego przez Mahlera, często prezentowaną w oddzieleniu od całej symfonii. Na przykład brytyjska premiera Adagietta miała miejsce w 1909 roku, podczas gdy cała symfonia dopiero 36 lat później. Część ta jest muzyczną deklaracją miłości Mahlera do Almy Schindler, którą poznał w listopadzie 1901, a ożenił się z nią w marcu 1902. Adagietto użyte zostało w wyreżyserowanym przez Luchino Viscontiego filmie Śmierć w Wenecji nakręconym na podstawie powieści Tomasza Manna o tym samym tytule. Wykonanie tej części, pomimo że zajmuje ona w partyturze tylko 5 stron (dla przykładu następna po niej część piąta – 66 stron), trwa około 11 minut, na życzenie samego kompozytora, który w instrukcjach zapisuje słowa sehr langsam (bardzo wolno).
Adagietto było wykonywane m.in. na mszy w St. Patrick's Cathedral w Nowym Jorku w dniu pogrzebu Roberta F. Kennedy'ego.

## W kulturze
V symfonia Mahlera była inspiracją oraz motywem przewodnim filmu Tár.